# Robert Kuczera
Robert Kuczera (* 1973) ist ein deutscher Animation Supervisor und 3D Animator.

## Leben
Robert Kuczera studierte an der Filmakademie Baden-Württemberg/Animationsinstitut mit dem Schwerpunkt Animation (1998–2003). Nach dem Studium arbeitete er an dem Spielefilmprojekt Harry Potter and the Prisoner of Azkaban bei Framestore CFC in London. Von dort an arbeitete er an diversen nationalen und internationalen Spielfilmprojekten in Deutschland sowie im Ausland mit. 2010 arbeitete er als Animation Supervisor an dem Kino-Film Hexe Lilli – Die Reise nach Mandolan bei der Firma Trixter mit. 2012 und 2013 folgten weitere Projekte (Tarzan 3D / Constantin Film und Der 7bte Zwerg / Trixter) als Animation Supervisor.

## Filmprojekte

### Senior Animator
- Harry Potter and the Prisoner of Azkaban (2004)
- Hui Buh – Das Schlossgespenst (2006)
- Donkey Xote (2007)
- Lissi und der wilde Kaiser (2007)
- Chasseurs de dragons (2008)
- Hexe Lilli – Der Drache und das magische Buch (2009)
- District 9 (2009)
- Iron Man 2 (2010)
- Captain America: The First Avenger (2011)
- Captain America: The Winter Soldier (2014)

### Lead Animator
- Happily N’Ever After (2006)
- Journey 2: The Mysterious Island (2012)

### Animation Supervisor
- Hexe Lilli – Die Reise nach Mandolan (2011)
- Tarzan 3D (2013)
- Der 7bte Zwerg (2014)

### Director
- Dragon Slayer (2004)
- Überrollt (1999)